# Canacidae
Canacidae zijn een familie uit de orde van de tweevleugeligen (Diptera), onderorde vliegen (Brachycera). Wereldwijd omvat deze familie zo'n 28 genera en 323 soorten. In Nederland is één soort inheems, de Xanthocanace ranula.

## In Nederland waargenomen soorten
- Genus: Canace
  - Canace nasica
- Genus: Pelomyia
  - Pelomyia occidentalis
- Genus: Pelomyiella
  - Pelomyiella cinerella
  - Pelomyiella mallochi
- Genus: Tethina
  - Tethina albosetulosa
  - Tethina flavigens
  - Tethina grisea
  - Tethina illota
  - Tethina strobliana
- Genus: Xanthocanace
  - Xanthocanace ranula